# Gábor Arpad Somorjai
Gabor Somorjai (Budapest, 4 maggio 1935 – Palo Alto, 7 luglio 2025) è stato un chimico ungherese.
Ricercatore nel campo della scienza delle superfici, fu professore presso l'Università della California - Berkeley. Fu uno dei pionieri dello studio a risoluzione atomica dei catalizzatori eterogenei, utilizzando metodi quali la diffrazione di elettroni lenti, argomento che iniziò a studiare fin dagli anni Sessanta. Utilizzò metodi quali la microscopia a scansione di sonda.

## Primi anni
Gábor Somorjai nacque a Budapest il 4 maggio 1935 da genitori ebrei. Fu salvato dai nazisti quando sua madre cercò l'assistenza di Raoul Wallenberg nel 1944 che rilasciò passaporti svedesi alla madre, a lui e a sua sorella salvandoli dai campi di sterminio nazisti. Il padre venne imprigionato nei campi di concentramento ma, a differenza di molti membri della famiglia allargata di Somorjai, riuscì a sopravvivere.
Studiò ingegneria chimica all'Università di Tecnologia ed Economia di Budapest nel 1956. Avendo preso parte alla rivoluzione ungherese del 1956, Somorjai lasciò l'Ungheria per recarsi negli Stati Uniti dopo l'invasione sovietica. Insieme ad altri immigrati ungheresi, Somorjai si iscrisse allo studio post laurea a Berkeley e ottenne il dottorato nel 1960. Si unì allo staff di ricerca di IBM a Yorktown Heights, New York, per alcuni anni, ma tornò a Berkeley come assistente professore nel 1964.

## Ricerca chimica
L'introduzione di nuove tecnologie come la diffrazione di elettroni lenti rivoluzionò lo studio delle superfici negli anni Cinquanta e Sessanta. Tuttavia, i primi studi furono limitati a superfici come il silicio, importanti per le sue proprietà elettriche. Al contrario, Somorjai concentrò il suo interesse accademico verso le superfici come il platino noto per le sue proprietà chimiche.
Somorjai scoprì che le reazioni catalitiche avvengono dove ci sono i difetti superficiali. Quando questi difetti si rompono, si formano nuovi legami tra atomi che portano a composti organici complessi. Questi risultati portarono a una maggiore comprensione di argomenti quali adesione, lubrificazione, attrito e adsorbimento. La sua ricerca ebbe anche importanti implicazioni nella nanotecnologia.
Negli anni Novanta, Somorjai iniziò a lavorare con il fisico Yuen-Ron Shen allo sviluppo di una tecnica nota come spettroscopia di generazione della frequenza di somma per studiare le reazioni superficiali senza la necessità di una camera da vuoto. Studiò anche le reazioni superficiali in nanotecnologia a livello atomico e molecolare usando la microscopia a forza atomica e la microscopia a effetto tunnel, entrambe utilizzabili senza vuoto.
L'esperienza di Somorjai nelle superfici fu utilizzata per le Olimpiadi invernali del 2002, dove diede consigli su come realizzare le superfici di pattinaggio sul ghiaccio il più velocemente possibile. La ricerca di Somorjai gettò infatti una nuova luce sul ghiaccio, dimostrando come i pattinatori pattinassero in realtà su uno strato superiore di molecole a vibrazione rapida, piuttosto che su uno strato di acqua liquida sopra il ghiaccio facente funzione di lubrificante, spiegazione in precedenza accettata generalmente per spiegare la scivolosità del ghiaccio.
Durante la sua carriera, Somorjai pubblicò più di mille articoli e tre libri di testo sulla chimica delle superfici e sulla catalisi eterogenea. Per i suoi lavori divenne infatti la persona più citata nei settori della chimica di superficie e della catalisi.

## Riconoscimenti
Somorjai fu eletto all'Accademia Nazionale delle Scienze nel 1979 e all'American Academy of Arts and Sciences nel 1983. Vinse il Premio Wolf nel 1998 per il suo contributo alla chimica, condividendo l'onore con il professor Gerhard Ertl del Fritz- Haber Institute di Berlino. Somorjai fu insignito della National Medal of Science per il suo contributo come chimico nel 2002. L'American Chemical Society gli assegnò anche il Premio Peter Debye in Physical Chemistry e il Adamson Award in Surface Chemistry. Nel 2002 gli venne conferito lo status di professore universitario attraverso la rete della University of California, un onore condiviso con altre due dozzine di accademici. Nel 2004 vinse la Cotton Medal per l'eccellenza nella ricerca chimica della American Chemical Society. Nel 2008 ricevette la Medaglia Priestley, il più alto riconoscimento dell'American Chemical Society, per il suo "straordinario contributo creativo e originale alla scienza e alla catalisi di superficie". Nel 2009 fu nominato Miller Senior Fellow del Miller Institute presso l'Università della California. Fu insignito del prestigioso premio BBVA Foundation Frontiers of Knowledge Award in Basic Science. Inoltre, nel 2010 gli fu assegnato il premio ENI New Frontiers of Hydrocarbons e il premio Honda. Il destinatario del Premio Nobel per la chimica del 2007, Gerhard Ertl e altri membri della comunità della scienza di superficie, rimasero sorpresi e sconcertati dalla decisione del comitato per il Premio Nobel di trascurare Somorjai, assegnando il premio per la chimica di superficie al solo Ertl. Nel 2013 Somorjai fu insignito del National Academy of Sciences NAS Award in Scienze chimiche. Nell'aprile 2015, Somorjai ricevette la William H. Nichols Medal dell'American Chemical Society.